# دایوا هاوس

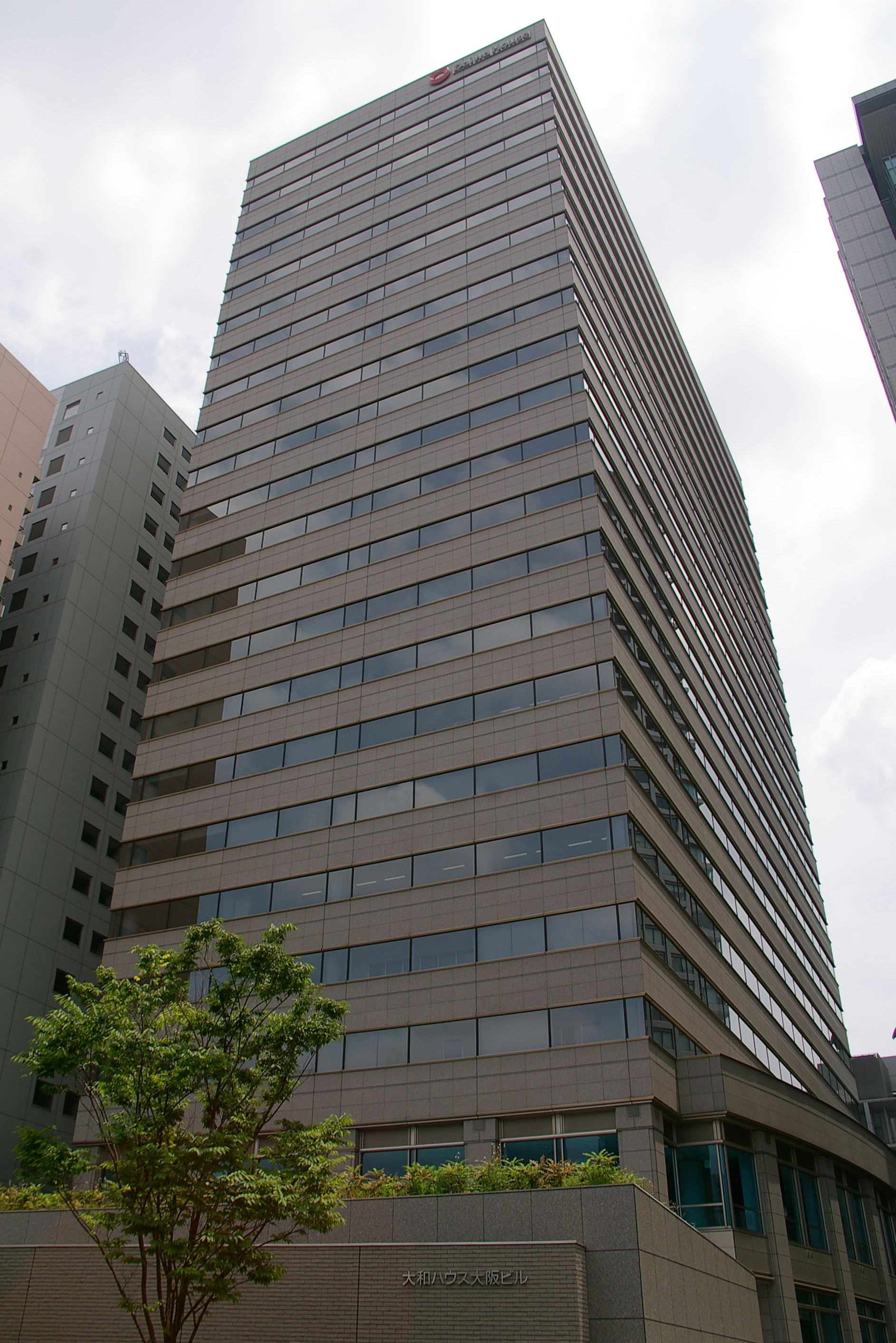
ساختمان دفتر مرکزی دایوا هاوس، در اوساکا

دایوا هاوس (به ژاپنی: 大和ハウス工業株式会社) شرکت املاک و مستغلات ژاپنی است، که در زمینه ساخت‌وساز مجموعه‌های مسکونی، اداری و تجاری، لیزینگ و اجاره املاک و مستغلات، معماری، طراحی، ساخت و توسعه املاک و مستغلات، احداث کارخانجات و زیرساخت‌های صنعتی، برنامه‌ریزی شهری، ارائه خدمات هتلداری، مدیریت سالن‌های ورزشی و کلینیک‌های درمانی فعالیت می‌کند. 
شرکت دایوا هاوس در سال ۱۹۵۵ تأسیس شد و در حال حاضر به‌عنوان بزرگترین پیمانکار خانه‌سازی ژاپن شناخته می‌شود. دفتر مرکزی این شرکت در شهر اوساکا، ژاپن قرار دارد و بخشی از سهام آن در بازارهای بورس توکیو و بورس اوساکا معامله می‌شود.